# Juan José Ortiz Pérez
Juan José Ortiz Pérez (Fontcobèrta, Aude, 1945) és un polític valencià, diputat i senador a les Corts Espanyoles en diverses legislatures.
Agent de la Propietat Immobiliària i membre del Partit Popular des de 1983, ha estat coordinador Provincial de l'Àrea d'Acció Territorial i secretari provincial del Partit Popular fins a 1990. Resident a Orpesa, ha estat portaveu del PP a l'ajuntament del 1983 al 1990.
Ha estat senador per la província de Castelló a les eleccions generals espanyoles de 1989, 1993, 2004, 2008 i 2011, i diputat per la mateixa circumscripció a les eleccions generals espanyoles de 1996 i 2000.
En el Congrés dels Diputats ha estat membre de les Comissions d'Indústria, Comerç i Turisme; Obres Públiques, Transports i Comunicacions i Mixta per a les Relacions amb el Tribunal de Comptes. També ha estat president del consell d'administració de la societat OROPESA 2000. Dins del Senat ha estat portaveu adjunt del grup popular, portaveu de la Comissió de Foment i Habitatge i membre de la Diputació Permanent.